# 巴頓 (加利福尼亞州)
巴頓（英語：Barton）是位於美國加利福尼亞州阿馬多爾縣的一個非建制地區。該地的面積和人口皆未知。

## 地理
巴頓的座標為38°27′17″N 120°31′49″W / 38.45472°N 120.53028°W，而該地的平均海拔高度為997米（即3271英尺）。